# Майер, Андреас (математик)
Андреас Майер (8 июня 1716 — 19 декабря 1782) — немецкий математик, архитектор, астроном и картограф. Открыл спутник Венеры в 1759 году.

## Биография
Андреас Майер родился в семье архитектора Аугсбурга Андреаса Майера. Отец обучил Андреаса основам геодезии и архитектуры. В возрасте 11 лет Андреас поступил в гимназию в своём родном городе. Шесть лет спустя, в октябре 1733 года, Майер стал изучать математику и физику в университете Виттенберга, получив стипендию на обучение от городского совета Аугсбурга. Его учителями были Иоганн Маттиас Хасе, Иоганн Фридрих Вайдлер по математике, Мартин Готтельф Лёшер по физике и Самуил Кристиан Холманн в философии.
В 1735 году он продолжил учебу в Берлине, где расширил свое знание астрономии с Крисфридом Кирхом . В том же году он поступил в Марбургский университет, где познакомился с Кристианом Вольфом и посещал его лекции по метафизике. В 1736 году он вернулся в Виттенбергский университет и окончил докторскую диссертацию 17 октября 1736 года под руководством Иоганна Каспара Хаферунга получив степень магистра философии. Таким образом, 19 и 20 октября 1736 года на основании своей работы De infinitia curvarum subevolutis Майер получил разрешение на чтение лекций в университетах. 
После диссертации Phaenomenis Solis Lunam recti & Lunae per umbram Telluris obscurantae, которую он защитил под руководством Иоганна Хасе, 3 июля 1737 года, уже 5 июля Андреас Майер был принят на философский факультет на должность доцента (Adjunkt). В 1741 году он был назначен по рекомендации Вольфа профессором математики и астрономии в тогдашнем Шведско-Поморском университете Грайфсвальда. Он получил там в 1749 году профессуру физики и преподавал в этом качестве до своей смерти. 
В 1755 году Андреас Майер был принят в качестве иностранного члена Королевского прусского общества наук. Его старший сын Иоганн Кристоф Андреас Майер стал известным врачом и личным врачом прусского короля Фридриха Вильгельма II. Младший сын Андреаса Майера — Эрнст Фридрих Кристиан Майер стал пастором в Кёнигсберге.

## Работы
В работах Майера в значительной степени прослеживается влияние прагматической философии просвещения Вольфа. В наше время Андреас Майер известен в качестве архитектора главного здания университета Грайфсвальд в стиле барокко (1747—1750). 
В 1750 году, когда Майер являлся деканом философского факультета университета Грайфсвальд, ученую степень бакалавра искусств по окончании обучения на данном факультете получила писательница Анна Кристина фон Бальтазар. Эта ученая степень считается одной из первых подобных степеней, присужденных женщинам в немецкоязычных странах.
С 1747 года Майер издавал от имени шведского правительства в Померании ежегодный шведо-померано-рюгенский государственный календарь. В дополнение к астрономическим расчетам и хронологическому учету светских, церковных и исторических событий соответствующего года в календаре также содержался список лиц, назначенных на государственные должности в Шведской Померании.
Майер провёл картографирование Шведской Померании и в 1769 опубликовал первую надежную карту этого региона. Он основал факультет астрономии в университете Грайфсвальда и инициировал создание первой обсерватории в Грайфсвальде. В 1775 году, по инициативе Майера, первым профессором астрономии в университете Грайфсвальда стал его ученик, а позднее и преемник Ламперт Хинрих Рёль (1733—1790). Рёль также стал первым директором созданной обсерватории.
1. ↑  LIBRIS — Национальная библиотека Швеции, 2013.